# Dietrich Mateschitz
Dietrich »Didi« Mateschitz , avstrijski podjetnik, * 20. maj 1944, Sankt Marein im Mürztal, Avstrija, † 22. oktober 2022.
Znan je kot soustanovitelj podjetja Red Bull, ki ga je zgradil okrog istoimenske energijske pijače, izpeljanke tajske pijače Krating Daeng. Kot polovični lastnik je bil med stotimi najpremožnejšimi ljudmi na svetu.

## Življenje
Različni viri navajajo, da je bodisi slovenskega, bodisi hrvaškega rodu; Po materini strani je bil s Štajerske (danes Avstrija), po očetovi pa iz Maribora (zdaj v Sloveniji), medtem ko mu drugi viri pripisujejo poreklo z območja Zadra na Hrvaškem, kjer naj bi imel sorodnike (tam je pogost priimek Matešić). Sam se je razglašal za »štajerskega kozmopolita«.
Mateschitz je študiral na dunajski visoki šoli za svetovni trg. Po končani šoli je bil med drugim aktiven kot trgovski zastopnik za kavo Jacobs in tudi kot proizvajalec zobne paste Blendax. Leta 1984 je skupaj s svojima tajskima partnerjema po imenu Chaleo in Chalerm Yoovidhya ustanovil podjetje Red Bull GmbH. Energijsko pijačo Red Bull, ki je različica recepta tajskega Krating Deanga, so po premišljenem marketinškem konceptu poslali na trg leta 1987. Za tem je bila osvežilna pijača vodilna med vsemi energijskimi napitki na svetovnem trgu. Red Bull je najbolj znana avstrijska svetovna znamka.
O privatnem življenju Dietricha Mateschitza ne vemo veliko. Ima sina, rojenega leta 1993. Povedal je, da dnevno popije več kot pet energijskih pijač. Pogosto se drži v ozadju, ne mara javnih nastopov in ne daje intervjujev. Zdaj je poročen s kar nekaj let mlajšo Marion Fechtner.
Mateschitz je znan tudi po tem, da ima svojo zbirko letal. Na njih reklamira svoje leteče bike. V domačem Salzburgu je dal izdelati arhitektonsko izjemno zgradbo Hangar-7 v kateri ima razstavljeno zbirko letal in ki je odprta tudi za javnost. Mateschitz velja za marketinškega specialista. Njegovo podjetje je poznano po kreativnih oglasih, kot človek z Dolomitov pa je znan tudi kot sponzor pri veliko ekstremnih športih in prireditvah.
Sponzoriral je tudi zgodovinski skok z roba vesolja, ki ga je leta 2012 izvedel Felix Baumgartner. Za ta podvig je namenil vrtoglavih 50 milijonov evrov.
Skupaj z avstrijsko zvezno vojsko je naredil načrte za ustanovitev Akademije za letalstvo v Zeltwegu, a načrti so se sčasoma izjalovili. Od leta 2002 naprej je prevzel jamstvo za salzburško zasebno medicinsko univerzo Paracelsus.
Forbes je njegovo premoženje ocenil na 13,2 milijarde ameriških dolarjev, s tem pa velja Mateschitz za najbogatejšega Avstrijca. Na lestvici najbogatejših ljudi na svetu zaseda 64. mesto.
Podjetje Red Bull letno proda 4 milijone pločevink energijske pijače, navzoč je v več kot 160 državah po vsem svetu in zaposluje približno 8 tisoč ljudi.
Na začetku februarja 2012 je odjeknila novica, da je Mateschitz doniral 70 milijonov evrov, to je bila tretja največja zasebna donacija v zgodovini Evrope. S tem denarjem je sofinanciral raziskovalni projekt na temo paraplegije in izgradnjo nove stavbe v izobraževalnem središču Competence Park na zasebni medicinski univerzi Paracelsus.

## Podjetja Dietricha Mateschitza

### Red Bull investicije
- 100 % Salzburg Sport GmbH, Fuschl am See
- 100 % Red Bull Air Race GmbH, Fuschl am See
- 100 % Red Bull Hangar 7 GmbH & Co. KG, Salzburg (Hangar 8 za vzdrževanje)
- 100 % The Flying Bulls GmbH & Co. KG, Salzburg (Leteči biki GmbH & Co.)
- 100 % Red Bull Technology Ltd., Milton Keynes (Red Bull tehnologija)
- 100 % Red Bull Racing Ltd., Milton Keynes (Red Bull dirkalništvo)
- 100 % Scuderia Toro Rosso S.p.A, Faenza
- 100 % Red Bull New York
- 100 % ServusTV m.b.H, Wals (televizija)

### Distribucija, marketing, investicije
- 49 % lastnik  podjetja Red Bull GmbH, Fuschl am See (ostalih 49 % podjetja ima v lasti Yoovidhya ter 2 % njegov sin)
- 75 % Bull Bau GmbH, Salzburg
- (25 % delež - Christian Schluder)
- 100 % Gastronomie Betriebs GmbH (Podjetje za gastronomijo)
- 10 % Golfigrišče Anif (solastnika sta Franz Beckenbauer in Ralf Schumacher)
- 100 % Hochreit Liegenschafts GmbH, Saalfelden
- 100 % Carpe Diem GmbH & Co. KG, Fuschl am See
- 100 % Afro Coffee GmbH, Fuschl am See

#### Sodelovanja:
- 100 % Letališče Völtendorf GmbH (Letališče v Völtendorfu pri St. Pöltenu)
- 80 % Založba Bull GmbH, Dunaj (po 10 % Heinz Kinigadner in Markus Stauder)

#### Družbeniki:
- 100 % Dietrich Mateschitz, Salzburg

### Privatna lastnina Dietricha Mateschitza, Salzburg
- 100 % Sodelovanje Dietrich Mateschitz GmbH, Fuschl am See
- 80 % Založba Red Bulletin GmbH
- 100 % Hotel Auhof, Sankt Wolfgang
- 100 % Winterstellgut, Annaberg